# Acalypha paucifolia
Acalypha paucifolia é uma espécie de flor do gênero Acalypha, pertencente à família Euphorbiaceae.